# 小行星7103
小行星7103（英語：7103 Wichmann）是一颗围绕太阳公转的小行星。1953年4月7日，卡尔·威廉·雷睦斯在海德堡发现了此天体。
这颗小行星的绝对星等为93.01070等。